# Čaka
Čaka (Hongaars: Cseke) is een Slowaakse gemeente in de regio Nitra, en maakt deel uit van het district Levice.
Čaka telt 837 inwoners.